# Storia della Sicilia greca
La storia della Sicilia greca (in greco antico: Σικελία?) si fa risalire convenzionalmente alla fondazione delle prime colonie, intorno alla metà dell'VIII secolo a.C., che presto si staccarono dalla madrepatria, e con Siracusa furono entità statale.
Dal 600 a.C. l'isola fu teatro di una serie di conflitti con i cartaginesi, denominati guerre greco-puniche.
Il tentativo di una Sicilia dominata interamente da stirpi greche tramonterà definitivamente intorno al 276 a.C., con la cacciata dall'isola di Pirro, re dell'Epiro, che era riuscito a conquistare tutta l'isola tranne la cartaginese Lilibeo. Di lì a poco l'isola cadrà in mano dei Romani, mentre anche Siracusa, in un primo tempo alleata, cadde nel 212 a.C.
I Greci di Sicilia erano detti Sicelioti.
La vicenda storica della Sicilia greca, sebbene strettamente legata a quella della Magna Grecia, va da questa tenuta distinta..

## Territorio

### Città
Le poleis della Sicilia si configurano come apoikìai (città di nuova fondazione che si distaccano dalla propria città di origine, con a capo un ecista), frutto della seconda colonizzazione greca.
Le prime colonie sorsero nella Sicilia orientale: nell'VIII secolo a.C. i greci calcidesi fondarono Zancle, Naxos, Leontinoi e Katane; nella parte sud-orientale i corinzi e i megaresi fondarono, rispettivamente, Syrakousai e Megara Hyblaea, mentre nella costa meridionale, nel 689 a.C., cretesi e rodii fondarono Gela, con cui si concluse la prima fase della colonizzazione greca in Sicilia.

## Popolazioni

### I rapporti e le relazioni con i popoli indigeni

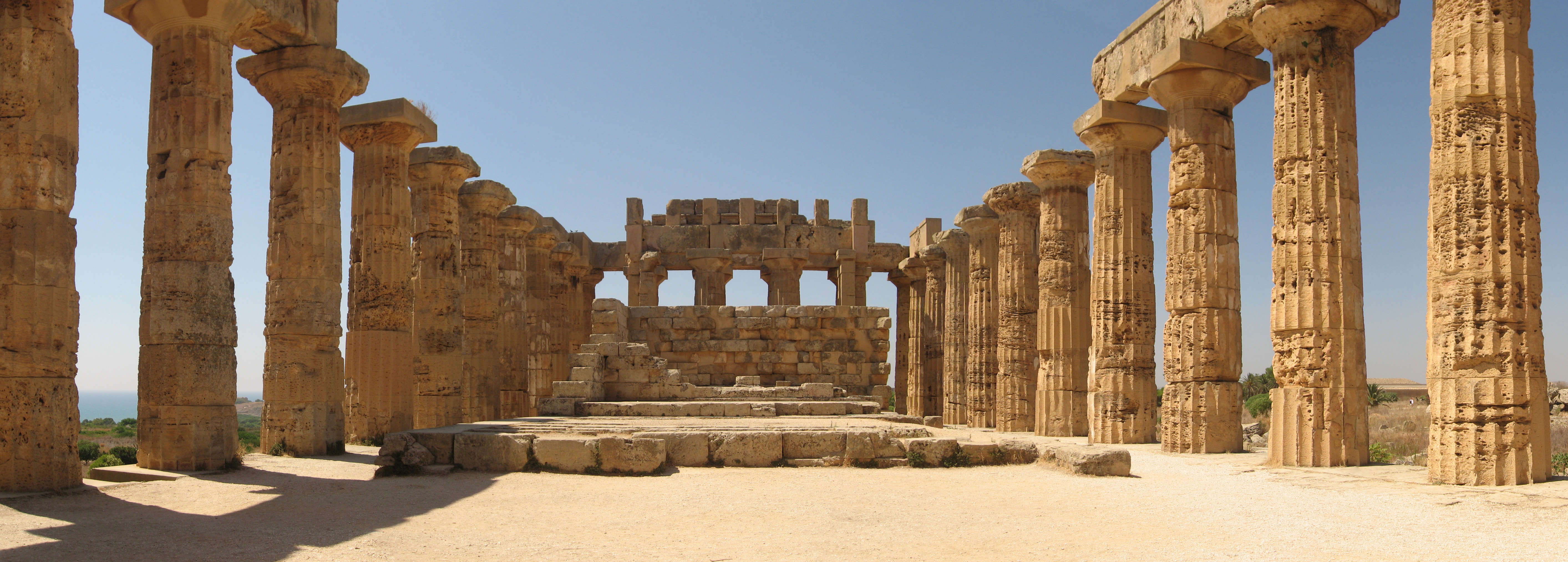
L'interno del tempio E (noto come Tempio di Hera) di Selinunte (in greco Σελινοῦς).

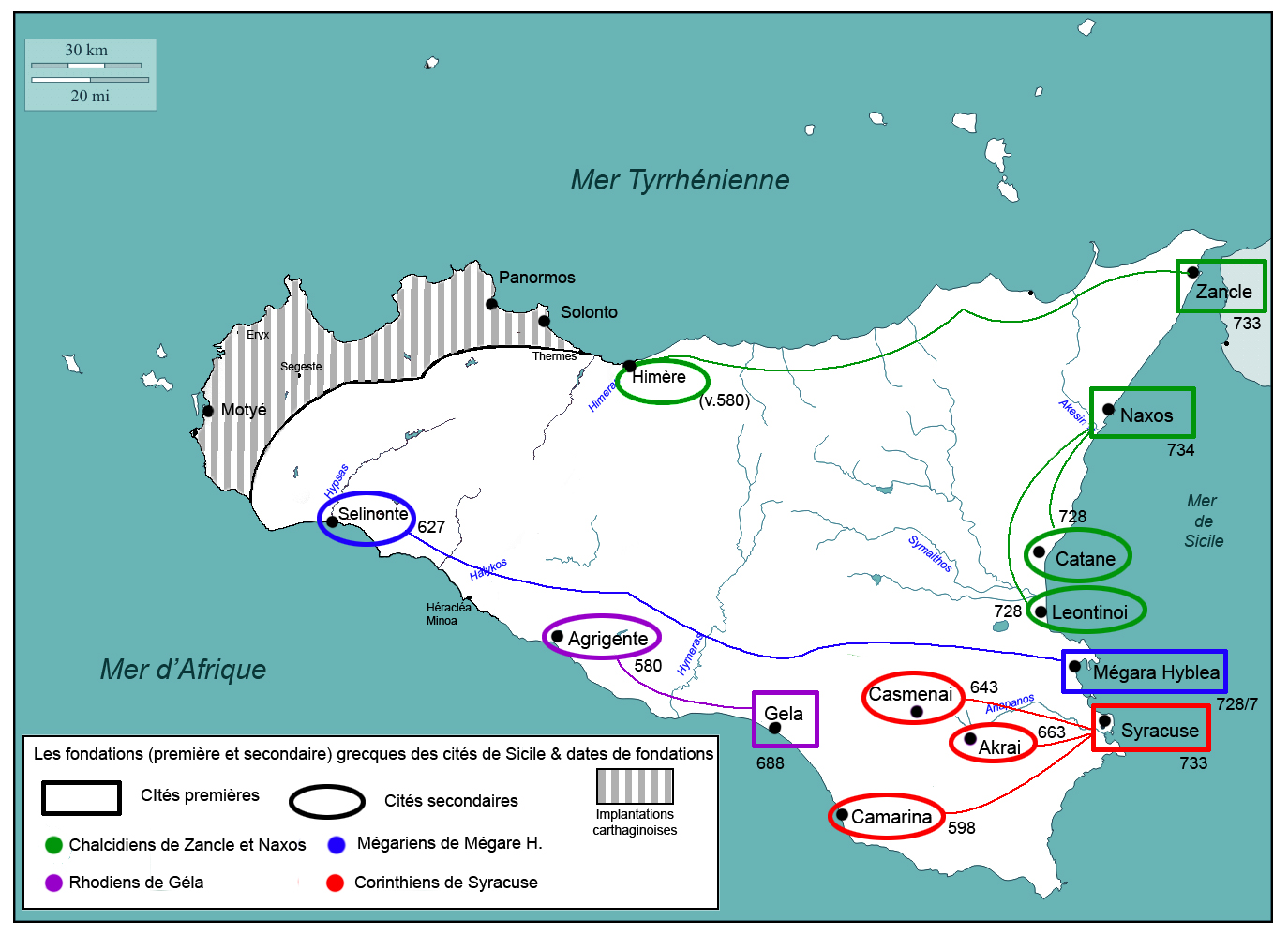
Mappa delle colonie e delle subcolonie greche in Sicilia

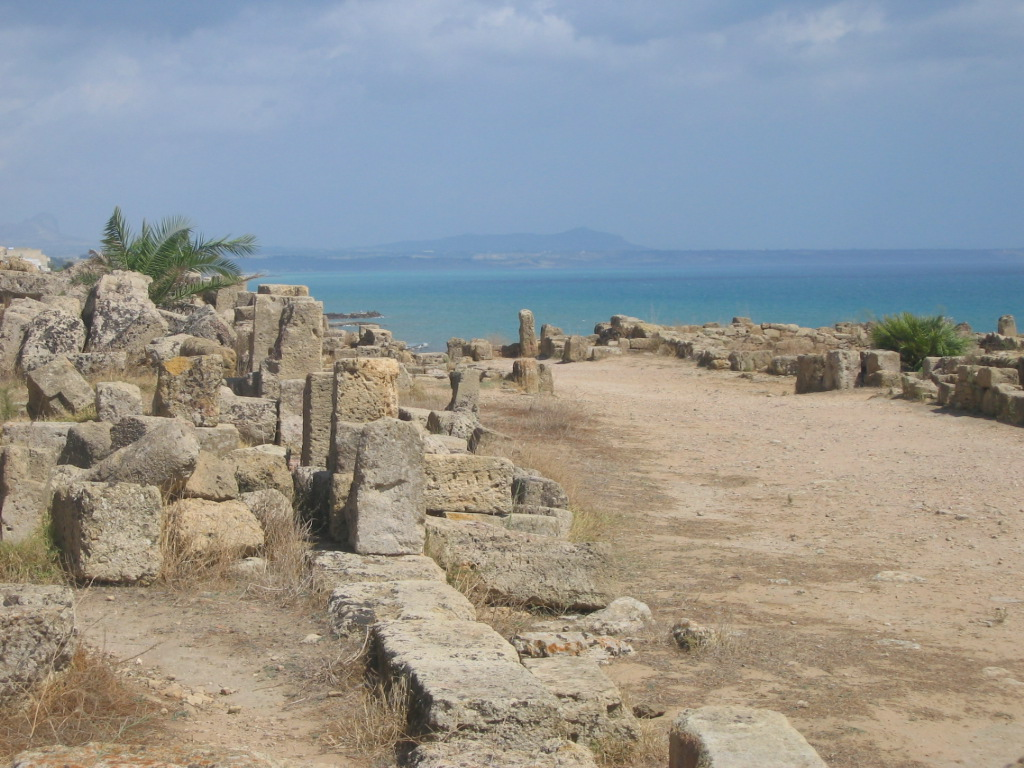
L'acropoli di Selinunte

I rapporti con le popolazioni non greche, Sicani, Siculi ed Elimi e soprattutto con i Cartaginesi furono molto conflittuali ma a volte, soprattutto all'inizio, improntati a strategie mutevoli. Di regola solo il capo della spedizione recava con sé la propria donna; tutti gli altri negoziavano con i locali o ricorrevano al rapimento delle donne necessarie. Questo determinava rapporti amichevoli o viceversa conflittuali. Dal punto di vista commerciale la strategia era in genere quella di inserire nelle città sicule un nucleo di greci che si occupava delle acquisizioni o delle transazioni di merci e prodotti. Ciò deve essere avvenuto in qualche modo anche con le città fenicie. Proprio la loro capitale, Mozia, risulta infatti indifesa per quasi due secoli: le sue mura infatti non sono state costruite che nel VI secolo a.C. e coprono in parte la necropoli arcaica nelle cui tombe si è rinvenuta della ceramica greca di VII secolo a.C..
Tutto ciò significa che i rapporti tra Fenici e Greci erano agli inizi pacifici, improntati soprattutto sul commercio. Sicuramente una comunità di Greci dovette vivere stabilmente nella stessa città, come ci viene attestato dagli storici antichi che, parlando della distruzione di Mozia da parte di Dionisio I di Siracusa, ci dicono che il tiranno, prima di ritirarsi dall'isola devastata e saccheggiata, non mancò di giustiziare i cittadini Greci di Mozia che durante l'assedio, nell'ultima strenua difesa della città, si erano schierati invece dalla parte dei Fenici.
Anche presso Grammichele (nel sito dell'antica Occhiolà abbandonato dopo il terremoto del 1693), e a Morgantina sembra esservi insediato un nucleo greco, probabilmente calcidese, sin dalla metà del VI secolo a.C. Dalle attuali conoscenze sembra che entro il 500 a.C. fosse già stata ellenizzata l'area sicula fino ad Enna. Tuttavia ben presto i Siculi si trovarono in una posizione di schiavitù simile a quella degli Iloti a Sparta: erano legati al loro territorio senza essere proprietà vera e propria di qualcuno. Secondo Erodoto erano definiti killichirioi.
La pressione delle nuove popolazioni greche determinò lo spostamento delle preesistenti popolazioni dei Siculi e dei Sicani, sempre più all'interno; costrette ad abbandonare la costa, divennero spesso un problema per le nuove colonie. Non di rado infatti avvennero scontri per la contesa dei territori e, in seguito, vere e proprie rivolte.

## Storia

### Le motivazioni della colonizzazione
Secondo lo storico greco Tucidide, le prime fondazioni coloniali furono opera di aristoi, aristocratici esclusi dalle città dopo le lotte intestine seguite al ritorno dalla guerra di Troia; era infatti difficile armare una nave anche piccola senza capitali. Tuttavia la scelta dei primi siti evidenzia soprattutto una strategia di tipo commerciale: Messina, Naxos, Reggio, Catania, Siracusa sono tutti porti che si trovano lungo una delle rotte commerciali più importanti del tempo ed assumono una funzione sia di base che di controllo.

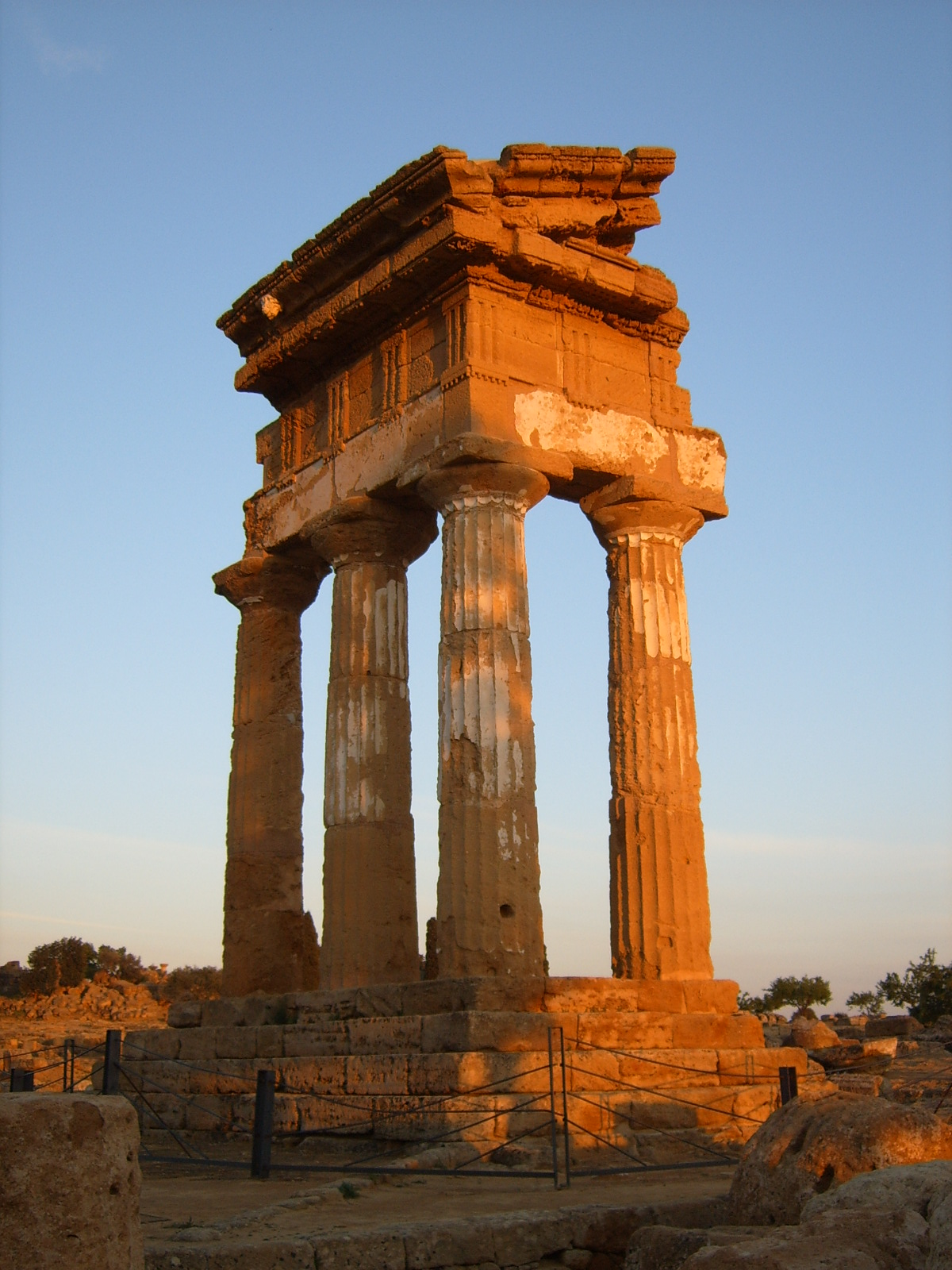
Tempio dei Dioscuri ad Agrigento.

Che un'antica rotta marina attraversasse lo Stretto di Messina non è attestato solo dal fatto che le più antiche colonie greche in Sicilia si situino tutte lungo la costa orientale dell'isola, ma anche dal fatto che esse furono precedute in Magna Grecia dalla prima colonia, la più antica, quella di Cuma (circa 750 a.C.), sulla costa tirrenica della Campania. Cuma era stata preceduta a sua volta, qualche decennio prima, dall’emporion di Pithecusae (Lacco Ameno, Ischia). A Ischia (Casamicciola-Castiglione) sono stati trovati frammenti ceramici micenei riferibili al Miceneo III A (1425-1300 a.C.) che forniscono una testimonianza di insediamenti dell'epoca. E nella vicina isola di Procida, a Vivara, sono stati rinvenuti insediamenti dell'età del bronzo caratterizzati da ceramica d'impasto locale associata a frammenti di ceramica micenea risalente al Miceneo I (1580-1400 a.C. circa) e scorie ferrose; queste sono risultate, alle analisi, provenienti dall'isola d'Elba. Tutto ciò testimonia che la rotta marina attraverso lo Stretto esisteva fin dall'epoca micenea ed era dovuta alla necessità che avevano le genti greche di approvvigionarsi di metalli - ferro in primo luogo - che esse andavano a procurarsi in Toscana.
Le città greche da cui i coloni provenivano, le metropoleis in genere erano anche origine del nome delle città fondate, le poleis. Queste, una volta consolidate, creavano delle sottocolonie a scopo militare o commerciale. Akrai e Casmene furono infatti probabili avamposti militari di Siracusa.

### Il periodo dei primi tiranni
Il VI secolo a.C. fu per la Sicilia un periodo di prosperità e di incremento demografico, ma con essi anche di conflitti sociali nelle città e tra popolazioni locali e i Sicelioti. Alcuni individui approfittarono di ciò e presero il potere attuando politiche espansionistiche con metodi dispotici e anche brutali. Nel 570 a.C. Falaride divenne tiranno di Akragas; nel 505 a.C. Cleandro assunse la tirannia a Gela; a lui seguì il fratello Ippocrate. Questi, assicuratosi il potere, si imbarcò in una campagna di conquista della Sicilia orientale: assoggettò Zancle, Naxos e Leontini, ponendovi dei tiranni suoi fedeli. Il suo tentativo di conquista di Siracusa non riuscì. Ippocrate concentrò poi le sue truppe contro Ibla (sito non identificato), ma vi trovò la morte. Gli succedette Gelone nel 491 o nel 490 a.C.: dopo sei anni, questi trasferì la sua sede a Siracusa, conquistata senza opporre resistenza (485 o 484 a.C.); lì assunse la tirannia, lasciando il fratello Ierone a capo di Gela.
L'ascesa al potere di Gelone a Siracusa determinò un rafforzamento della presenza grecofona in Sicilia. Egli infatti condusse una serie di battaglie atte ad allontanare le crescenti pressioni delle popolazioni dei Siculi e dei Sicani. Inoltre trasformò Siracusa in una città potente, con una marina e un esercito agguerriti, ripopolandola con il trasferimento della popolazione di Gela ed incorporando una parte dei megaresi sconfitti. In soli dieci anni Gelone divenne l'uomo più ricco e potente del mondo greco e con la sua alleanza con Terone ebbe il controllo della maggior parte della Sicilia Siceliota, eccetto Selinunte e Messina (che era sotto il controllo di Anassila di Reggio).

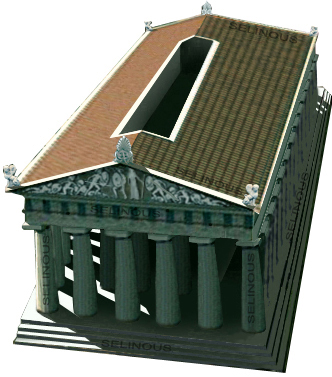
Ricostruzione del Tempio della Vittoria, eretto dai Greci in ricordo del successo militare di Imera

Quando Terillo di Himera e Anassila chiesero l'aiuto di Cartagine, questa non si fece pregare e intervenne. Ma egli radunò tutte le forze siceliote dell'isola: lo scontro decisivo si ebbe a Imera, in una famosa battaglia avvenuta nel 480 a.C. dove Gelone grazie all'alleanza con Terone di Agrigento riuscì a riportare una storica vittoria; Amilcare venne ucciso, le sue navi bruciate e i Cartaginesi catturati venduti come schiavi. Inoltre Cartagine dovette pagare un pesante indennizzo e - scrive Erodoto - nel trattato stipulato, Gelone inserì che essi dovevano rinunciare ai sacrifici umani (soprattutto l'immolazione dei figli primogeniti; vedi Tofet).
Nel 476 a.C. alla sua morte gli successe il fratello Ierone; nello stesso anno, vinte Catania e Naxos, ne deportò gli abitanti a Leontini e rifondò Catania con il nome di Aitna, affidandola al figlio Dinomene e ripopolandola con coloni del Peloponneso. Nel 474 a.C. in risposta ad un appello della città greca di Cuma, o forse per contrastare le mire espansionistiche degli Etruschi, egli armò una potente flotta e li sconfisse nella battaglia al largo della città campana.

### Il periodo democratico (466-405 a.C.)
I resoconti di Diodoro Siculo presentano un quadro fosco degli ultimi tiranni: sia Trasibulo di Siracusa, succeduto a Ierone a Siracusa, che Trasideo ad Akragas vengono definiti "violenti e assassini". Sarà infatti la loro dispotica crudeltà a spingere alle rivolte che metteranno fine al primo periodo della tirannia in Sicilia. Secondo Aristotele tuttavia, furono soprattutto le lotte all'interno delle famiglie a determinare la caduta delle tirannidi.
Il primo ad essere rovesciato fu Trasideo di Akragas, che dopo una pesante sconfitta da parte di Ierone di Siracusa fu cacciato e sostituito da un governo democratico.
Toccò poi a Trasibulo sconfitto da una coalizione di insorti siracusani e truppe sicule e di Akragas, Gela, Selinunte e Imera.
Rimarrà al potere solo Dinomene ad Aitna (Catania), fino a quando una coalizione siculo-siracusana costringerà la popolazione a fuggire, rifugiandosi sui monti ad est di Centuripe ad Inessa ribattezzata Etna. Di conseguenza Catania riprese il suo antico nome e venne ripopolata dagli esuli cacciati ai tempi di Ierone e con coloni siracusani e siculi. Nello stesso periodo Messina si liberò dalla tirannide dei figli di Anassilao.
Nel 452 a.C. un siculo ellenizzato, di nome Ducezio, che aveva partecipato all'assedio di Etna a fianco dei Siracusani, sollevò un vasto movimento di rivolta nazionalistica, una vera e propria lega sicula. Partendo dalla nativa Mineo attaccò e distrusse Inessa-Etna e Morgantina e fondò alcune colonie in punti strategici per controllare il territorio; tra queste Palikè nei pressi dell'antico santuario dei Palici. Verso il 450 a.C. però, attaccato dai Siracusani, venne pesantemente sconfitto e costretto ad andare in esilio a Corinto. Non vi rimase molto tempo: con un piccolo gruppo di Greci del Peloponneso sbarcò in Sicilia e vi fondò una città, Kale Akte ove rimase fino alla morte nel 440 a.C. Negli anni che seguirono Siracusa tornò a sottomettere quasi tutti i territori da lui "liberati".

#### La guerra tra Leontini e Siracusa
Intanto in Grecia (nel 431 a.C.) era scoppiata la guerra del Peloponneso che coinvolse pesantemente le colonie di Sicilia. Nel 427 a.C., nella guerra tra Leontini e Siracusa, erano di nuovo coinvolti anche gruppi di Siculi, oltre Catania, Naxos, Camarina (dalla parte di Leontini), e Imera e Gela dalla parte di Siracusa. Dopo tre anni, nel 424 a.C. venne siglato un accordo di pace con il patrocinio del siracusano Ermocrate, preoccupato per la presenza delle truppe ateniesi. Queste, a seguito di ciò, ritornarono in patria. Nel 422 a.C. scoppiò la guerra civile a Leontini e questo fornì il pretesto per un nuovo intervento di Siracusa; la città venne rasa al suolo e il partito oligarchico vincente si trasferì a Siracusa.
Il conflitto intanto si spostava nella zona occidentale; nel 416 a.C. erano Selinunte (appoggiata da Siracusa) e Segesta (che dopo il rifiuto di aiuto da parte di Cartagine si era rivolta ad Atene) a lottare tra loro. 

#### La spedizione ateniese
Atene nel 415 a.C. inviò Alcibiade con una flotta di 250 navi e 25.000 uomini in aiuto, ma la spedizione ateniese in Sicilia finì in un disastro. Quando Atene intraprese la spedizione siciliana contro Siracusa, Akragas rimase neutrale.
Ulteriori aiuti nel 414 a.C. e nel 413 a.C., con un esercito guidato da Demostene, non riuscirono a piegare la coalizione che intanto si era raccolta attorno a Siracusa. Alla fine del 413 a.C. gli Ateniesi erano in rotta; 7000 di loro fatti prigionieri furono rinchiusi nelle cave di pietra dove la maggior parte di essi morì; i sopravvissuti, marchiati come cavalli, vennero venduti come schiavi, mentre i comandanti Demostene e Nicia furono giustiziati. Siracusa festeggiò la vittoria, ma la vittoria non assicurò la pace interna. Il governo guidato da uno dei generali, Diocle, attuò una serie di riforme sul modello ateniese ed un codice di leggi, favorito in ciò dall'assenza di Ermocrate, impegnato al comando di una flotta in aiuto di Sparta.

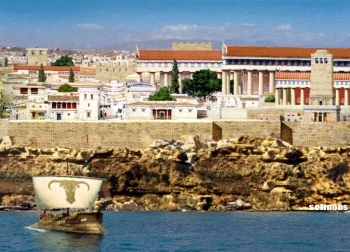
Ricostruzione dell'acropoli di Selinunte e dei suoi templi

Nel 410 a.C. si riaccese il conflitto e Selinunte attaccò Segesta. In aiuto di questa giunse un piccolo esercito di mercenari cartaginesi. L'anno successivo sbarcò anche Annibale Magone con un ulteriore esercito e in sette giorni espugnò Selinunte, distruggendola e massacrandone gli abitanti.
Annibale marciò poi verso Imera, ma qui trovò Diocle con l'esercito siracusano. Dopo pesanti scontri i Siracusani si ritirarono, gli Imeresi fuggirono via ma la metà di loro venne uccisa. Annibale fece quindi ritorno in patria e sciolse il suo esercito. Intanto Ermocrate, che era stato destituito dal comando della flotta dell'Egeo, con un piccolo esercito di profughi e mercenari e una flotta di cinque navi si insediò a capo di quel che rimaneva di Selinunte e attaccò le città tributarie di Cartagine. Siracusa in quel periodo era in pieno caos, Diocle venne mandato in esilio ed Ermocrate rientrato con la speranza di reinsediarsi venne invece ucciso.
Nella primavera del 406 a.C. i Cartaginesi tornarono con un potentissimo esercito, espugnarono Akragas che venne saccheggiata e depredata delle sue opere d'arte; per sette mesi i Siracusani si difesero valorosamente, al comando del giovane Dionisio, nominato comandante supremo. Intanto cadeva Gela e poi anche Kamarina. 

### La tregua con Cartagine
A questo punto delle ostilità Dionisio riuscì a stipulare un trattato che metteva fine alla guerra, delimitando le rispettive zone di influenza. Gli insediamenti punici, elimi e sicani sarebbero appartenuti a Cartagine. Le popolazioni di Selinunte, Akragas, Imera, Gela e Camarina sarebbero ritornate alle loro città pagando un tributo a Cartagine con la condizione di non erigere mura. Leontini, Messina e i Siculi sarebbero stati liberi e Dionisio avrebbe governato Siracusa. Era così finita di fatto la parentesi democratica.
Il periodo storico dal 405 a.C. fino alla conquista romana sarà dominato dalle figure dei sovrani siracusani.

### Dionisio il Vecchio e il Giovane
Dionisio già nel 404 a.C. aveva denunciato il trattato con Cartagine iniziando col sottomettere diverse colonie sicule e spingendosi fino ad Enna. Prese il potere per gradi e regnò sul territorio della Sicilia fino a Solunto, estendendo la sua potente influenza fino al golfo di Taranto ed arrivando a penetrare anche in territorio etrusco; attaccò e distrusse infatti il porto di Pyrgi (oggi Santa Severa) e saccheggiò Cerveteri nella campagna del 384 a.C.  Attaccò e distrusse poi Naxos e sottomise Catania deportandone gli abitanti. Nel contempo si dedicò a potenziare l'esercito adottando anche armi di nuova concezione come le catapulte. Costruì inoltre una potentissima flotta disboscando allo scopo ampie zone forestate dell'Etna.
Nel 398 a.C. iniziò le ostilità contro Cartagine. Erice si arrese, mentre Motia dopo un anno di assedio fu distrutta e gli abitanti trucidati. L'anno dopo, il 396 a.C., i Cartaginesi ritornarono in forze, invasero quasi tutta la Sicilia e distrussero Messina, minacciando anche Siracusa. Tuttavia, sembra a causa della peste, dovettero fare la pace con Dionisio e tornarsene dopo aver pagato un grosso indennizzo. Messina venne ripopolata. Vi furono ancora guerre con Cartagine con alterne fortune e spargimenti di sangue fino alla sua morte avvenuta nel 367 a.C.

#### Le colonie nell'Adriatico

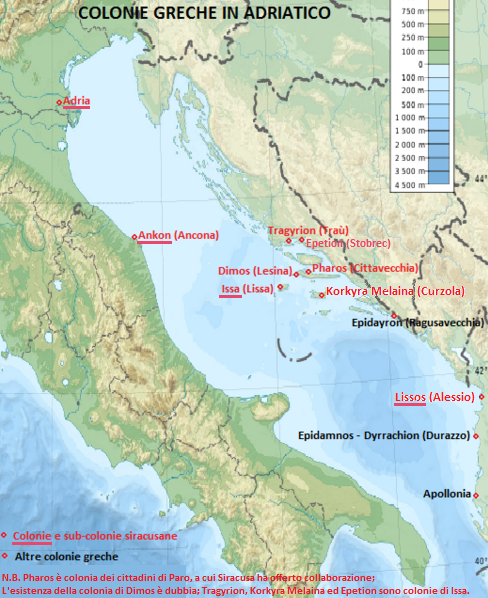
Colonie greche in Adriatico (in rosso quelle siracusane)

Intorno al 387 a.C. Dionisio intraprese un programma di colonizzazione dell'Adriatico, sia dal lato italico, che della costa dalmata, per approvvigionarsi del grano padano senza passare attraverso la mediazione etrusca. Inoltre stabilì di popolare le nuove colonie con i suoi avversari politici, sostenitori della democrazia, che poteva essere ripristinata nelle nuove città. Sorsero così Adrìa (attuale Adria), Ankón (attuale Ancona), Issa (attuale Lissa), Dimos (attuale Lesina), Pharos (attuale Cittavecchia di Lesina), Tragyrion (attuale Traù) (vedi cartina).
A Dionisio il vecchio successe il figlio Dionisio detto il giovane; questi non fu all'altezza del padre e così il partito avverso capeggiato da Dione (il fratello della moglie siracusana del padre), gli fu ostile. Nel 357 a.C. Dione che era stato esiliato un decennio prima, con un migliaio di mercenari si recò ad Minoa dalla quale ottenne aiuto e marciò su Siracusa che gli aprì subito le porte e lo accolse. A seguito di ciò si scatenò un decennio di lotte nelle quali venne coinvolta Leontini ed altre città che finirono con l'indebolire il dominio siracusano in Sicilia.
Seguirono tutta una serie di assassinii che sconvolsero la vita di Siracusa. Callippo divenne tiranno di Catania e Iceta di Leontini. In questo periodo sembra si sia trovato coinvolto Platone (almeno secondo le notizie di Plutarco).

### La spedizione di Timoleonte
Nel 346 a.C. Dionisio II ritornò a Siracusa, ma del periodo si hanno notizie frammentarie. Intanto ad Apollonia e ad Eugione, forse Troina aveva preso il potere Leptine, a Catania si era insediato Mamerco, a Centuripe Nicodemo, Apolloniade ad Agirio, Ippone a Zancle e Andromaco a Taormina.
Il disordine politico però rendeva precario ogni equilibrio. Iceta, esiliato a Leontini, richiese aiuto a Corinto, la quale inviò un piccolo esercito agli ordini di Timoleonte. Questi, sbarcato a Taormina nel 344 a.C., conquistò Messana e Siracusa e avviò una campagna militare vittoriosa: in sei anni si impossessò di tutta l'isola; vennero destituiti tutti i tiranni e quasi tutti vennero uccisi o esiliati a Corinto, tranne Andromaco di Taormina che gli era amico. Nel 339 a.C. sbaragliò i Cartaginesi al fiume Crimiso (forse il fiume Caldo, affluente del S.Bartolomeo, nei pressi di Segesta) e si procurò un immenso bottino. Nello stesso anno, già avanti in età e forse cieco, si ritirò. Aveva ottenuto tuttavia il grande risultato di rendere più sicuro il futuro della Sicilia restaurando la democrazia a Siracusa (secondo Diodoro e Plutarco) anche se il potere reale era nelle mani del Consiglio dei 600. Siracusa e la Sicilia conobbero una nuova era di sviluppo e prosperità. Rifiorirono Akragas e Gela, l'entroterra e Kamarina, Megara Iblea, Segesta e Morgantina.

### L'età ellenistica

#### Agatocle
Il ritiro di Timoleonte dalla scena politica condusse ben presto ad un altro periodo di instabilità. Erano soprattutto conflitti di classe interni tra l'oligarchia al potere e il popolo di Siracusa. Scoppiarono anche guerre tra le città e ciò spianò la strada nel 317 a.C. al lungo regno di Agatocle che in queste guerre ebbe una parte rilevante. Era finita, sia in Grecia che in Sicilia, la lunga stagione di autonomia ed autogoverno delle città ed erano nate le monarchie ellenistiche.
La sua presa del potere a Siracusa avvenne con l'aiuto di veterani di Morgantina e di altre città dell'interno, durante due giorni di insurrezione popolare. Vennero uccise 4.000 persone di rango elevato ed esiliate altre 6.000 (secondo Diodoro); al termine, Agatocle venne eletto comandante unico e con pieni poteri. Come tutti i demagoghi promise la cancellazione dei debiti e la divisione delle terre. Nonostante le scarse notizie a disposizione, sembra che Agatocle abbia mantenuto le promesse. Le crudeltà a lui attribuite sembrano dirette infatti solo verso la classe degli oligarchi e mai verso il popolo e comunque sembrerebbero limitate ai primi tempi (secondo Polibio).
La Sicilia prosperò di nuovo; tuttavia il suo primo decennio fu segnato da conflitti con le oligarchie di Akragas, Gela e Messina appoggiate da Cartagine che nel 311 a.C. invase nuovamente la Sicilia. Agatocle assediato a Siracusa, a metà agosto del 310 a.C., affidata la difesa della città al fratello Antandro, salpò con 14.000 uomini e 60 navi per invadere il Nordafrica. Bruciate le navi all'arrivo, stabilì la sua base a Tunisi, minacciando direttamente Cartagine. Amilcare, costretto a rimandare una parte degli uomini indietro, subì una pesante sconfitta, venne catturato e torturato a morte, poi la sua testa fu inviata ad Agatocle in Africa. Per attaccare, tuttavia, Agatocle aveva bisogno di altre truppe; alleatosi con Ofella, vecchio ufficiale di Alessandro Magno che governava la Cirenaica, ebbe disponibili ulteriori 10.000 fanti e cavalieri, di cui prese il comando dopo aver fatto assassinare, per motivi non noti, lo stesso Ofella. Con queste forze espugnò Utica e Hippon Akra, catturando una grande forza navale con i suoi cantieri e le sue basi; ma non gli riuscì di espugnare Cartagine. Notizie di insurrezioni in Sicilia nel 307 a.C. lo costrinsero a ritornare per domarle; ritornato in Africa, a causa dell'esaurimento delle risorse e del deterioramento del morale delle truppe, nel 306 a.C. trattò la pace. Cartagine manteneva l'estremità occidentale della Sicilia, controllando le città di Lilibeo, Drepanon, Eraclea Minoa, Termini, Solunto, Selinunte, Segesta e Panormo; mentre agli Elimi, loro alleati, appartenevano le città di Segesta, Erix, Entella, Elima, Iaitas e Nakone.
Fu a questo punto che assunse per sé il titolo di re di Sicilia adeguandosi al nuovo uso ellenistico; nulla mutava di fatto, ma cambiavava la sua immagine nei rapporti di "politica estera". Si dedicò a questo punto ad estendere il suo regno in Italia, conquistò Leucade e Corcira, dandola poi in dote alla figlia quando questa sposò Pirro, il re dell'Epiro. Prese poi per terza moglie una figlia di Tolomeo d'Egitto. Sotto il suo lungo regno la Sicilia prosperò e le tracce archeologiche lo confermano. A settantadue anni, nel 289 a.C. venne assassinato per rivalità familiari di successione, ma dopo la sua morte tutto si dissolse rapidamente a causa dell'anarchia e delle lotte che seguirono.
Tra le tante lotte, è da ricordare quella tra i cittadini di Siracusa e un gruppo di mercenari italici chiamati Mamertini. Per convincerli ad andarsene, venne loro offerto il porto di Messina, di cui si impadronirono massacrandone la popolazione maschile e spartendosi donne e bambini. Si resero subito protagonisti di razzie anche nel territorio e divennero un pericolo costante. Attaccarono anche Camarina e Gela. Nel 282 a.C., approfittando di ciò, Finzia tiranno di Akragas distrusse definitivamente Gela e ne deportò la popolazione a Licata, che ricostruì in puro stile greco con mura, agorà e templi. Due anni dopo Siracusa attaccò e sconfisse Akragas, facendo scorrerie nel territorio ma questo provocò una nuova invasione cartaginese. È a questo punto che si inserisce nella storia di Sicilia Pirro il re dei Molossi dell'Epiro. Intervenuto nel 280 su richiesta di Taranto minacciata dai Romani, dopo averli sconfitti (con molte perdite però), rispose agli appelli che provenivano dalle città siciliane. Nel 278 a.C. sbarcò a Taormina, accolto dal tiranno Tindarione: armate 200 navi e un grosso esercito in due anni cacciò i Mamertini e ripulì l'isola dai Cartaginesi. Non riuscì nell'assedio di Lilibeo, la piazzaforte marittima dei punici, ma presto dovette ritornarsene in Italia.

#### Ierone II
Nel 269 a.C. Ierone II prese il potere a Siracusa e, fatto un accordo con i Cartaginesi, sferrò un nuovo attacco ai Mamertini; non poté tuttavia prendere Messina perché Cartagine, attenta a non far troppo crescere la potenza siracusana, non glielo consentì.
Il passo successivo di Ierone fu quello di proclamarsi re e lo fu per 54 anni fino alla morte avvenuta nel 215 a.C. Stabilì la sua residenza nel palazzo fortificato di Ortigia e governò in maniera differente dai precedenti sovrani. Non proseguì nelle mire espansionistiche, né nelle avventure militari, ma curò specialmente le relazioni commerciali con i mercati mediterranei e l'Egitto. La massima estensione del suo regno abbracciava la Sicilia orientale da Taormina a Noto. La sua politica estera previde prima un'alleanza con Cartagine; ma presto si accorse che l'astro emergente era Roma così nel 263 a.C. firmò un trattato con quest'ultima e vi rimase fedele fino all'ultimo, risparmiando ai sudditi ed agli alleati il coinvolgimento nelle terribili conseguenze della Prima Guerra Punica. Infatti già da alcuni anni le truppe romane avevano inferto duri colpi alle città della Sicilia occidentale.

### L'occupazione romana
I Romani ricompensarono Gerone II: nel 248 a.C., quando fu rinnovato il trattato tra Roma e Siracusa, il senato romano rinunciò ad ogni richiesta di tributo e lo incluse tra gli alleati e, nel 241 a.C., quando fu stipulato il trattato di pace con Cartagine, i romani imposero ai cartaginesi l'onere di non arrecare guerra né a Siracusa né ai suoi alleati. Roma mantenne l'alleanza con Gerone II fino alla sua morte nel 215 a.C.. Il suo successore, il giovane Geronimo, fautore di una alleanza tra Siracusani e Cartaginesi, l'anno dopo fu assassinato da una congiura filo-romana.
Con l'occupazione di Siracusa nel 212 a.C. e di Akragas nel 210 a.C. fu completata la conquista romana.